# Notelops
Notelops brama
Genre
Espèce
Notelops est un genre éteint de poissons osseux de l’ordre des Elopiformes. Il a vécu lors de l’Albien (entre ≃ −113,0 et ≃ −100,5 Ma). Son espèce type est Notelops brama. Ses restes fossiles ont été mis au jour au Brésil.